# Malthinus basantapurensis
Malthinus basantapurensis es una especie de coleóptero de la familia Cantharidae.

## Distribución geográfica
Habita en Nepal.